# Immunkonjugat

Immunkonjugat an sein Epitop (schwarz) gebunden

Ein Immunkonjugat (synonym Antikörperkonjugat) bezeichnet einen Antikörper, ein Antikörperfragment oder ein Antikörper-Mimetikum, das durch eine kovalente Bindung (Konjugation) mit einem zweiten funktionalen Molekül als Molekülmarkierung verbunden ist. Das zweite funktionale Molekül kann dabei beispielsweise ein Reporterenzym, ein Arzneistoff, ein Radionuklid oder ein Fluoreszenzmarker sein.

## Funktionsweise

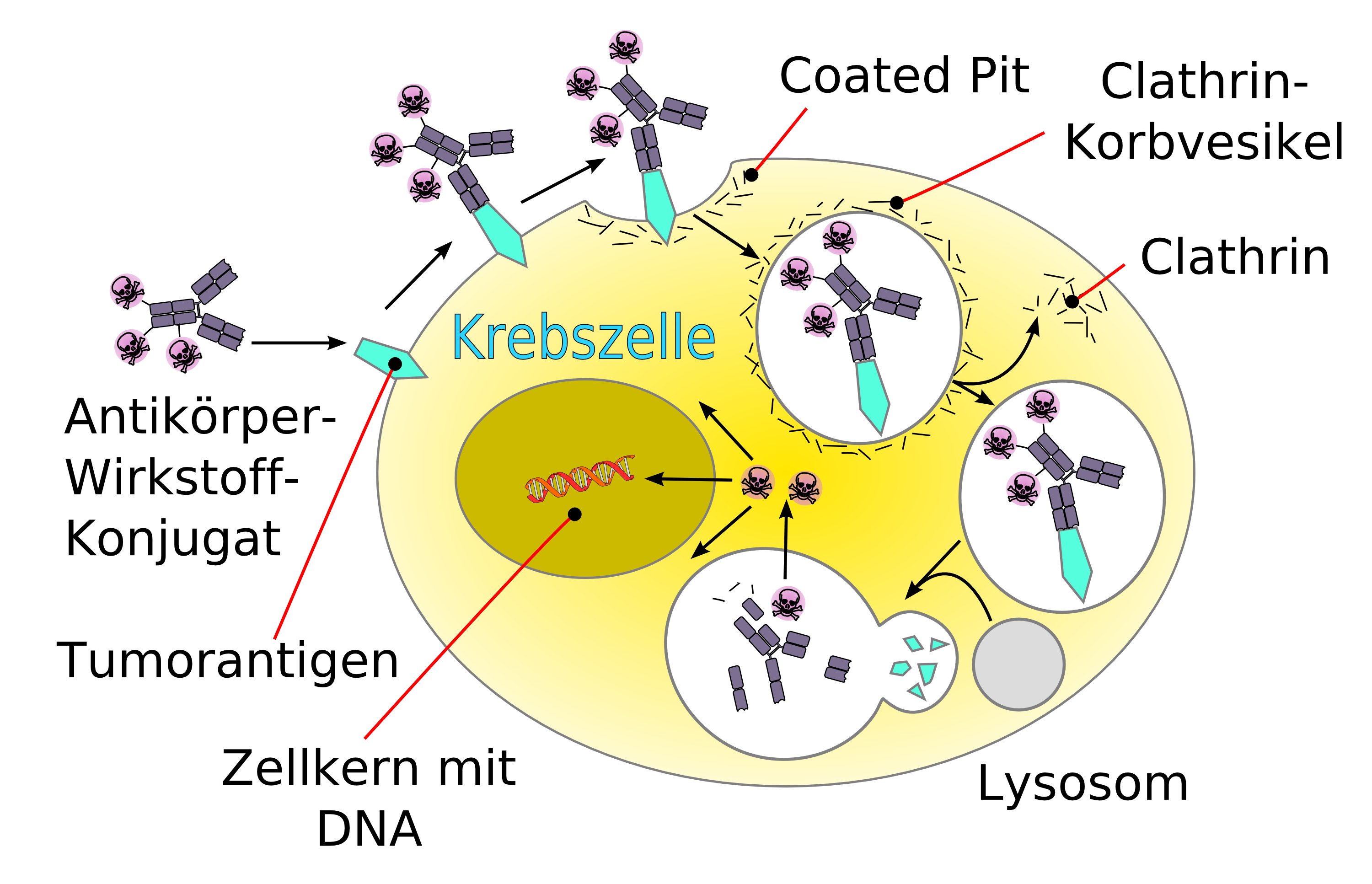
Wirkungsweise eines Antikörper-Toxin-Konjugats

Immunkonjugate werden in der Biochemie zur Immunmarkierung von Biomolekülen oder in der Therapie von Krebs als Chemoimmunkonjugate (synonym Antikörper-Wirkstoff-Konjugat) eingesetzt. Die Kopplung eines Moleküls an die Antikörper erfolgt im Zuge einer Molekülmarkierung. Mit Hilfe des Antikörpers, Antikörperfragmentes oder Antikörper-Mimetikums wird eine selektive Bindung an eine bestimmte Zielstruktur (Target) einer Zelle oder eines Moleküls erreicht. Als Puffer für die Bindung von Antikörpern oder Immunkonjugaten wird in der Biochemie meistens TBS-T-Puffer verwendet. Das Ziel des Antikörpers kann beispielsweise eine Tumorzelle sein, die auf ihrer Oberfläche ein bestimmtes Antigen präsentiert. Das konjugierte funktionale Molekül kann – im Fall einer therapeutischen Anwendung – beispielsweise ein Toxin sein, das an seinem Bestimmungsort eine zytotoxische Wirkung entfalten kann. Durch die (idealerweise) selektive Anbindung an die Zielstruktur wird der Wirkstoff nur am gewünschten Ort freigesetzt. Gesunde Zellen werden dabei weitgehend verschont. Es handelt sich dabei um eine spezielle Form des Drug Targetings.
Bei der therapeutischen Anwendung können auch Radionuklide, wie beispielsweise 90Yttrium, ein β-Strahler, eingesetzt werden. In diesem Fall spricht man auch von Radioimmunkonjugaten, beziehungsweise von der Radioimmuntherapie. Die Radionuklide sind dabei meist über starke Komplexbildner, wie DOTA, DTPA oder TTHA an den Antikörper gebunden. Die kurze Reichweite der β-Strahlung bewirkt, dass nur Zellen in unmittelbarer Nähe der Immunkonjugate geschädigt werden können.
Radioimmunkonjugate können aber auch zu rein diagnostischen Zwecken eingesetzt werden. In diesen Fällen werden kurzlebige starke γ-Strahler, wie beispielsweise 99mTechnetium, für die Single-Photon-Emissionscomputertomographie oder Positronen-Emitter wie 68Gallium für die Positronen-Emissions-Tomographie („Immuno-PET“) über Komplexbildner an Antikörper konjugiert. Damit können bei Patienten beispielsweise der Therapieverlauf und gegebenenfalls Metastasierungen verfolgt beziehungsweise diagnostiziert werden. Ebenfalls im Bereich der Diagnostik können Konjugate von Fluoreszenzfarbstoffen mit Antikörpern eingesetzt werden. Diese Immunkonjugate werden vor allem in präklinischen Studien und für reine Forschungszwecke eingesetzt. Radioaktiv markierte Antikörper werden auch bei einem Radioimmunoassay verwendet.
In der biochemischen Analytik werden Reporterenzym-gekoppelte Immunkonjugate in verschiedenen Nachweisverfahren zur Signalverstärkung eingesetzt (z. B. im ELISA, ELISPOT, Western Blot und Immunhistochemie), zum Teil auch als Doppelimmunmarkierung.
Durch eine Fluoreszenzmarkierung modifizierte Antikörper werden in der Immunfluoreszenzmikroskopie, Fluorimetrie und Durchflusszytometrie verwendet.
Werden Zytokine an einen Antikörper oder ein Antikörperfragment gebunden, so spricht man von einem Immunzytokin.

## Herstellung
Bei der Herstellung werden die Quervernetzer zwischen Antikörper und einem Reportermolekül so gewählt, dass die Bindung des Antikörpers an sein Zielantigen nicht sehr vermindert wird und die Funktion des Reportermoleküls nicht beeinträchtigt wird. Durch eine anschließende Größenausschlusschromatographie wird das Konjugat von unvernetzten Antikörpern und Reportermolekülen getrennt, die eine spätere Bindung an das Antigen kompetitiv hemmen bzw. eine Hintergrundfärbung erzeugen.

## Beispiele
Gemtuzumab-Ozogamicin ist ein in den Vereinigten Staaten zur Therapie der akuten myeloischen Leukämie zugelassenes Immunkonjugat aus einem gegen das CD-33-Antigen gerichteten monoklonalen Antikörper und einem bakteriellen Toxin. Es wurde im Jahr 2000 als erstes Antikörper-Toxin-Konjugat überhaupt in den Vereinigten Staaten zugelassen.
Ibritumomab-Tiuxetan ist ein aus dem monoklonalen Antikörper Ibritumomab und dem Komplexbildner Tiuxetan (ein DTPA-Derivat) aufgebautes Immunkonjugat, das unmittelbar vor seiner Applizierung mit 90Yttrium beladen wird. Es ist für die Behandlung verschiedener maligner Lymphome von B-Lymphozyten zugelassen (Radioimmuntherapie).
Mit 131Iod markiertes Tositumomab, ein muriner monoklonaler Antikörper, ist zu Therapie von Non-Hodgkin-Lymphomen zugelassen.
Arcitumomab ist ein Antikörperfragment (ein Fab-Fragment), das gegen das  Carcinoembryonale Antigen gerichtet ist, das vor allem von kolorektalen Karzinomen exprimiert wird. Unmittelbar vor der Injektion in den Patienten wird Arcitumomab mit 99mTechnetium beladen. Mit Hilfe der SPECT kann dann anschließend das Karzinom lokalisiert werden oder das Ausmaß einer  Remission oder eine mögliche Metastasierung bildlich dargestellt werden.